# Soho (Londres)
Pour les articles homonymes, voir Soho.

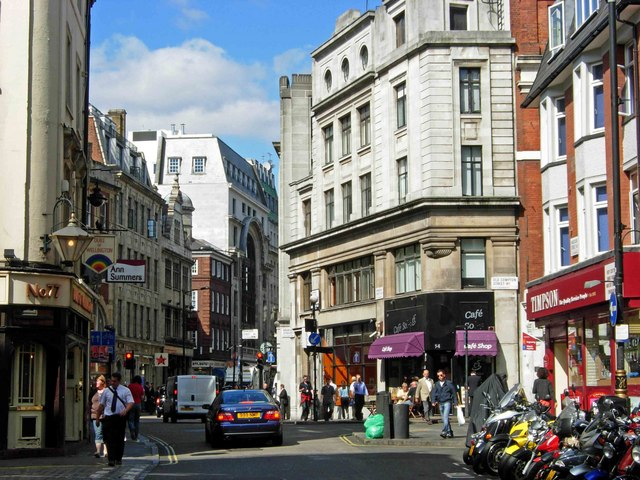
Wardour Street, Soho.

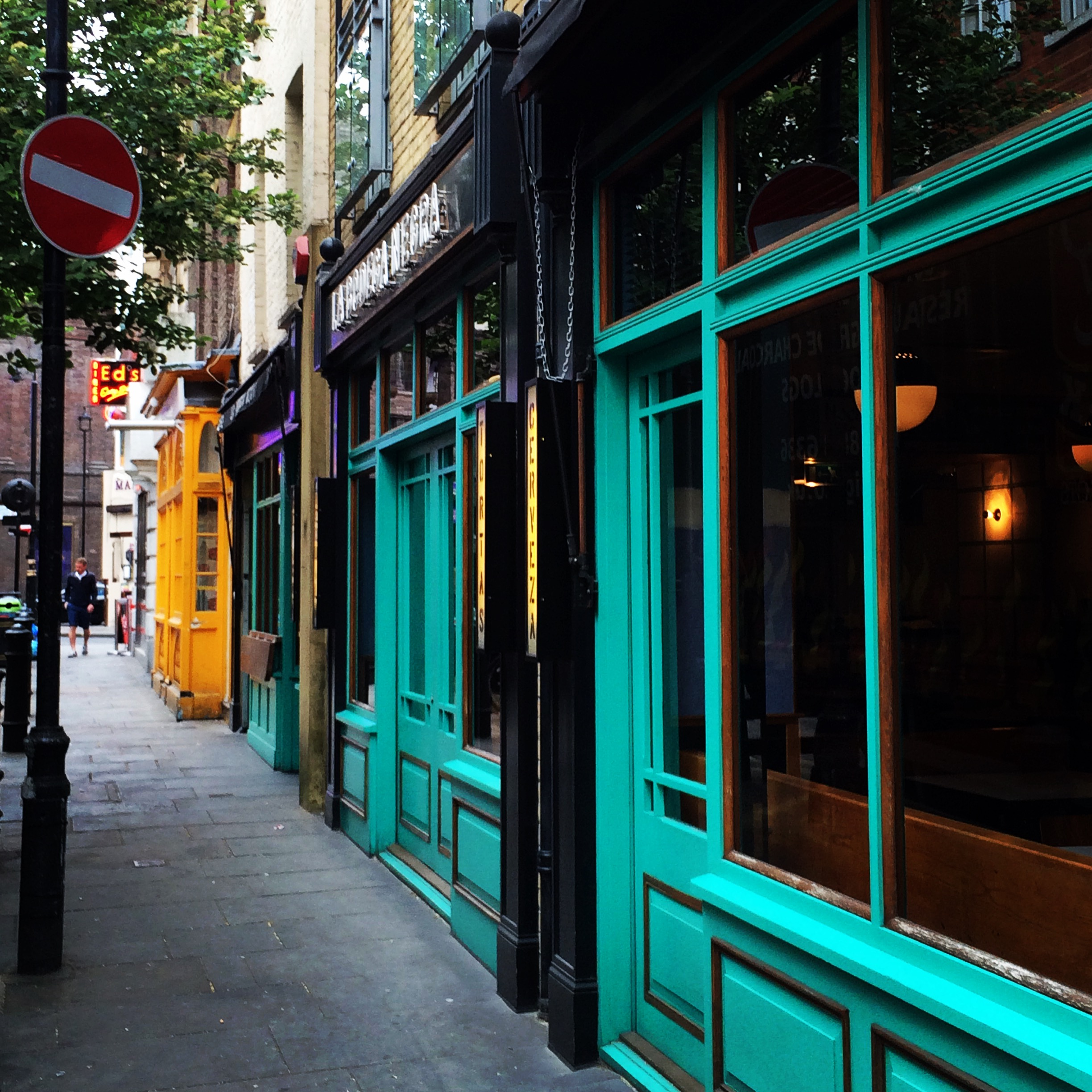
Moor Street à Soho

Soho est un quartier situé dans le West End de Londres, dans l'arrondissement de la Cité de Westminster. Il est circonscrit au nord par Oxford Street, à l'ouest par Regent Street, au sud par Piccadilly Circus et Leicester Square et à l'est par Charing Cross Road.
Le nom de Soho désigne à l'origine un cri de chasse, la première utilisation de ce nom pour désigner ce lieu remonte à 1636,. Soho se caractérise par une très forte mixité sociale : on y trouve entre autres des bars homosexuels, des sex-shops, des pubs et des marchés en plein air. Le Chinatown londonien se situe par ailleurs au sud de Soho.
L'atmosphère particulière de Soho, notamment au cours des années 1970, fut le sujet de nombreuses chansons de rock écrites par des groupes tels que Kinks ou The Who, ainsi que Tiger Lillies à de nombreuses reprises. Il reste au début du XXIe siècle l'un des quartiers les plus animés de la capitale anglaise avec une concentration importante de bars, de discothèques, de salles de concerts et de cinéma.

## Histoire
Durant tout le Moyen Âge, Soho est un quartier rural composé principalement de fermes.
Dans les années 1530, la couronne achète ces terres, mais ce n'est qu'après le Grand incendie de Londres de 1666  que Soho commence à s’urbaniser. Malgré les meilleures intentions des propriétaires tels que les comtes de Leicester et de Portland pour développer la terre sur une grande échelle des voisins, Bloomsbury, Marylebone et Mayfair, Soho ne devint jamais un quartier à la mode pour les riches. Les immigrants s'installèrent dans le quartier, en particulier les huguenots français qui ont afflué en 1688, à la suite de quoi le secteur est connu comme le quartier français de Londres. L'Église française de Soho Square a été fondée par les huguenots au XVIIe siècle. Au milieu du XVIIIe siècle, les aristocrates qui avaient vécu dans Soho Square ou Gerrard Street avaient déménagé. Outre les huguenots. le quartier connaît alors une vague d’immigration venue de toute l’Europe : Grecs, Italiens, Russes, Polonais et Allemands s’y installent.
Vers la fin du XVIIIe siècle, l’ouverture du bordel le Hooper’s Hotel sur Soho square inaugure sa réputation de quartier chaud de Londres.
Le 30 avril 1999, le pub Admiral Duncan, lieu de rencontres pour la communauté homosexuelle, fut la cible d'un attentat commis par un groupuscule d'extrême droite : l'explosion causa la mort d'une femme enceinte et de deux autres personnes, 70 autres ayant été blessés légèrement ou grièvement.

## Soho et le commerce du sexe
Pendant au moins 200 ans, le quartier de Soho a été au cœur de « l'industrie du sexe » de Londres. Avant les années 1950, le quartier avait plusieurs bordels et avant les années 1970, dans un espace s'étirant de Chinatown le long de la Wardour Street jusqu'à Old Compton Street, il y avait plus de 250 sex shops sans licence, des cinémas, des clip joints et des bars illégaux, un grand nombre de bordels et beaucoup de prostituées indépendantes racolant dans la rue ou offrant leurs services à partir de leurs escaliers avec portes ouvertes sur la rue. La brigade de la Police du Vice de Londres, à cette époque là, subit l'influence de policiers corrompus et impliqués dans la mise en application du contrôle du crime organisé dans ce secteur, notamment avec l'acceptation de pots-de-vin ou des dessous de table. 
Avant les années 1980, les purges des forces de police accompagnées d'un resserrement des contrôles de licence par la Cité de Westminster ont mené à des mesures de répression dans ces locaux illégaux.